# TM-61 Matador
TM-61 Matador (även betecknad SSM-A-1, B-61 och MGM-1) var en amerikansk kryssningsrobot. Matador var baserad på den tidigare roboten JB-2 Loon som i sin tur var en piratkopia av den tyska V-1. Trots att JB-2 byggdes i över 1 000 exemplar togs den aldrig i tjänst och MGM-1 Matador blev därför USA:s första operativa kryssningsrobot när den togs i tjänst i november 1953. Den ersattes av den närbesläktade roboten MGM-13 Mace i början av 1960-talet.

## Utveckling
När de allierade i augusti 1942 fick tag på detaljerad information om V-1 väckte den stort intresse. I början av 1943 beslutade USA att bygga en fungerade kopia för test och utvärdering. Uppdraget gick till Republic Aviation och Ford och det första exemplaret premiärflög i oktober 1944, bara tre månader efter att de första tyska V-1:orna började regna ner över England. I januari 1945 beslutades att JB-2 skulle börja serietillverkas, främst för att användas inför operation Downfall, en planerad invasion av de japanska öarna. Republic Aviation var dock fullt upptagna med att bygga P-47 Thunderbolt vilket försenade tillverkningen. Vid japanska kapitulationen hade dock över 1 300 JB-2:or byggts. Dessa togs aldrig i tjänst utan användes för diverse tester, bland annat utprovning av nya styrsystem för det som skulle komma att bli TM-61 Matador.
Den stora nackdelen med JB-2 var den ineffektiva pulsjetmotorn som begränsade räckvidden till drygt 200 km. En turbojetmotor var betydligt effektivare och om den monterades i flygkroppen i stället för ovanpå skulle den också ge mindre luftmotstånd. I april 1964 tecknade Glenn L. Martin kontrakt med USAAF om att bygga en sådan robot. Den första roboten med beteckningen XSSM-A-1 provflög första gången 20 januari 1949 vid White Sands Missile Range i New Mexico. USA:s flygvapen som hade nu blivit en egen försvarsgren övervägde att lägga ner projektet, men Koreakrigets utbrott gjorde att man behövde en kärnvapenbärande kryssningsrobot ifall kriget skulle utvecklas till en global konflikt. Serieproduktionen påbörjades 1951, nu med beteckningen B-61 eftersom flygvapnet betraktade Matador som ett ”obemannat bombflygplan” och inte ett robotvapen. B-61 skilde sig från prototyperna på flera punkter. Dels var nosen knubbigare för att få plats med en kärnladdning, och dels var roboten nu högvingad i stället för midvingad. De första serieproducerade robotarna började levereras i september 1953 och den togs i tjänst i den första divisionen (Pilotless Bomber Squadron) innan årets slut. År 1955 ändrades beteckningen igen, den här gången till TM-61 där TM står för Tactical Missile.
Matadors styrsystem var beroende av radiokontakt med roboten vilket var problematiskt. Dels begränsade det räckvidden till ungefär 400 km, dels var den lätt att störa ut. En version med radionavigation (TM-61C) konstruerades för att hjälpligt åtgärda problemen medan en version med mera avancerade styrsystemen som tröghetsnavigering och terrängföljande radar utvecklades. Den roboten skulle ha fått beteckningen TM-61B, men förändringarna var såpass genomgripande att den i stället blev en helt ny robot, TM-76 Mace.

## Konstruktion

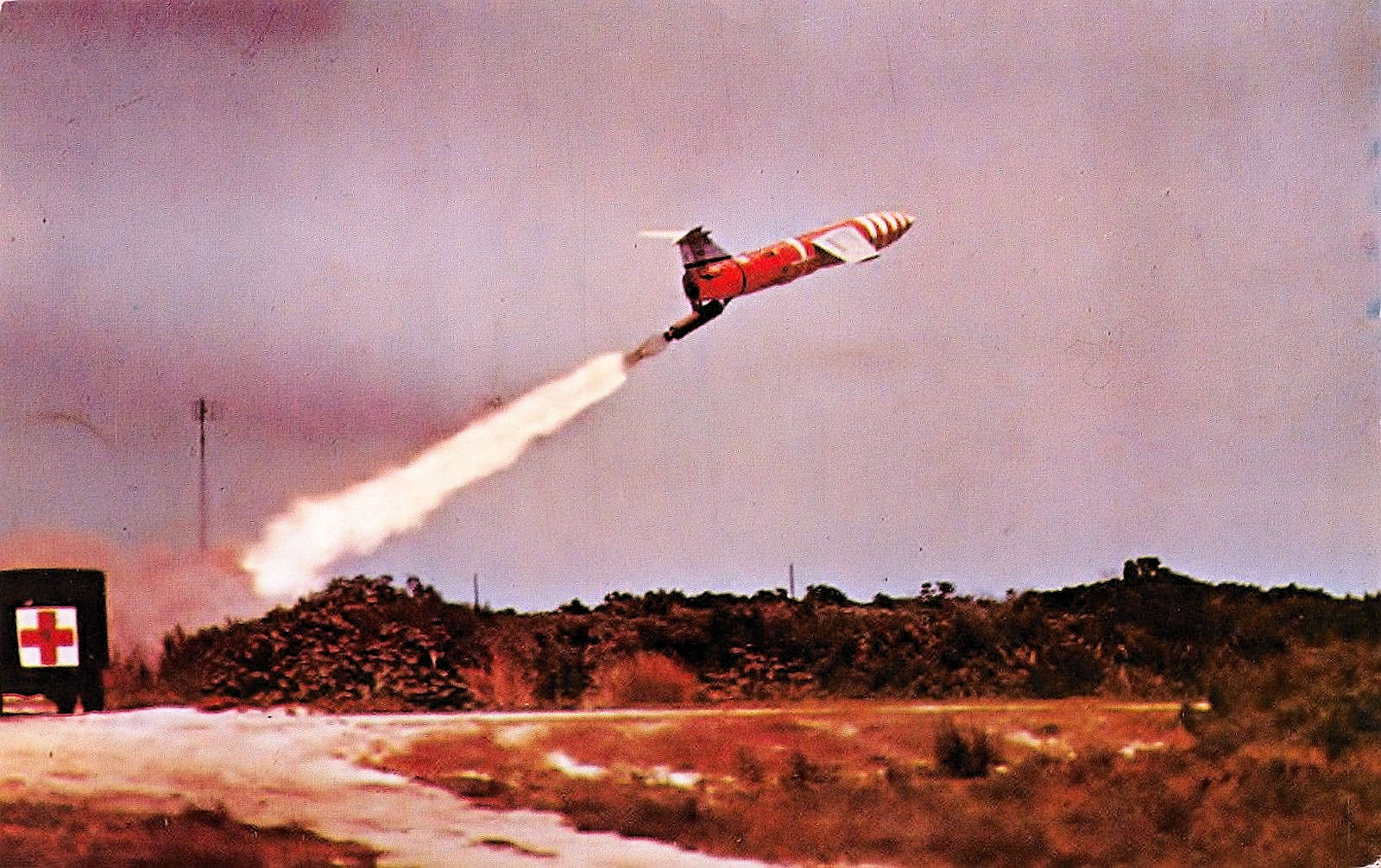
En TM-61 Matador avfyras från Patrick Air Force Base i Brevard County, Florida. Startmotorn har ännu inte brunnit ut.

De serieproducerade robotarna är högvingade med pilformade vingar vinklade 10° nedåt. Stjärten har en fena med en stabilisator placerad högst upp (T-konfiguration). Stabilisatorn är vinklade 15° uppåt och är helt rörlig, dvs har inga separata roderytor. Fenan har inte heller något sidoroder utan styrning i sidled görs med luftbromsar på vingarnas ovansida. Motorn är en Allison J33 med centrifugalkompressor placerad längst bak under fenan och luftintaget sitter på flygkroppens undersida. Framför luftintaget sitter bränsletanken och längst fram sitter stridsladdningen. Under motorn fästs startmotorn som accelererar roboten till marschfart och därefter faller av.
TM-61A är fjärrstyrd och operatören följer roboten på radar. Radarsystemet AN/MSQ-1 hade kortare räckvidd än själva roboten vilket gjorde att robotens fulla räckvidd inte kunde utnyttjas. I teorin skulle en robot kunna styras från en framskjuten radarpost, men det har aldrig tillämpats i praktiken. För träningsändamål kunde en Lockheed T-33 Shooting Star förses med mottagare för fjärrstyrningen och användes för att simulera en flygande robot. Både radarn och fjärrstyrningen var känsliga för störning varför ett nytt styrsystem infördes i TM-61C. Systemet som kallades för Shanicle (Short Range Navigation Vehicle) bestod av två synkroniserade sändare och roboten ställdes in att följa en hyperbolisk bana där fördröjningen mellan de båda signalerna var konstant.

## Varianter
- XSSM-A-1 – Prototyper för utveckling av flygkropp och vingar.
- YSSM-A-1 – Prototyper för utveckling av styrsystem.
- XB-61 – Ny beteckning på XSSM-A-1 efter 1951.
- YB-61 – Ny beteckning på YSSM-A-1 efter 1951.
- B-61A – Första produktionsmodellen.
- TM-61A – Ny beteckning B-61A efter 1955.
- TM-61B – Omarbetad något större version med mer avancerade styrsystem. Slutlig beteckning TM-76 Mace.
- TM-61C – TM-61A ombyggd för radionavigation.
- MGM-1C – Ny beteckning på TM-61C från och med 1962.

## Användare
- USA:s flygvapen

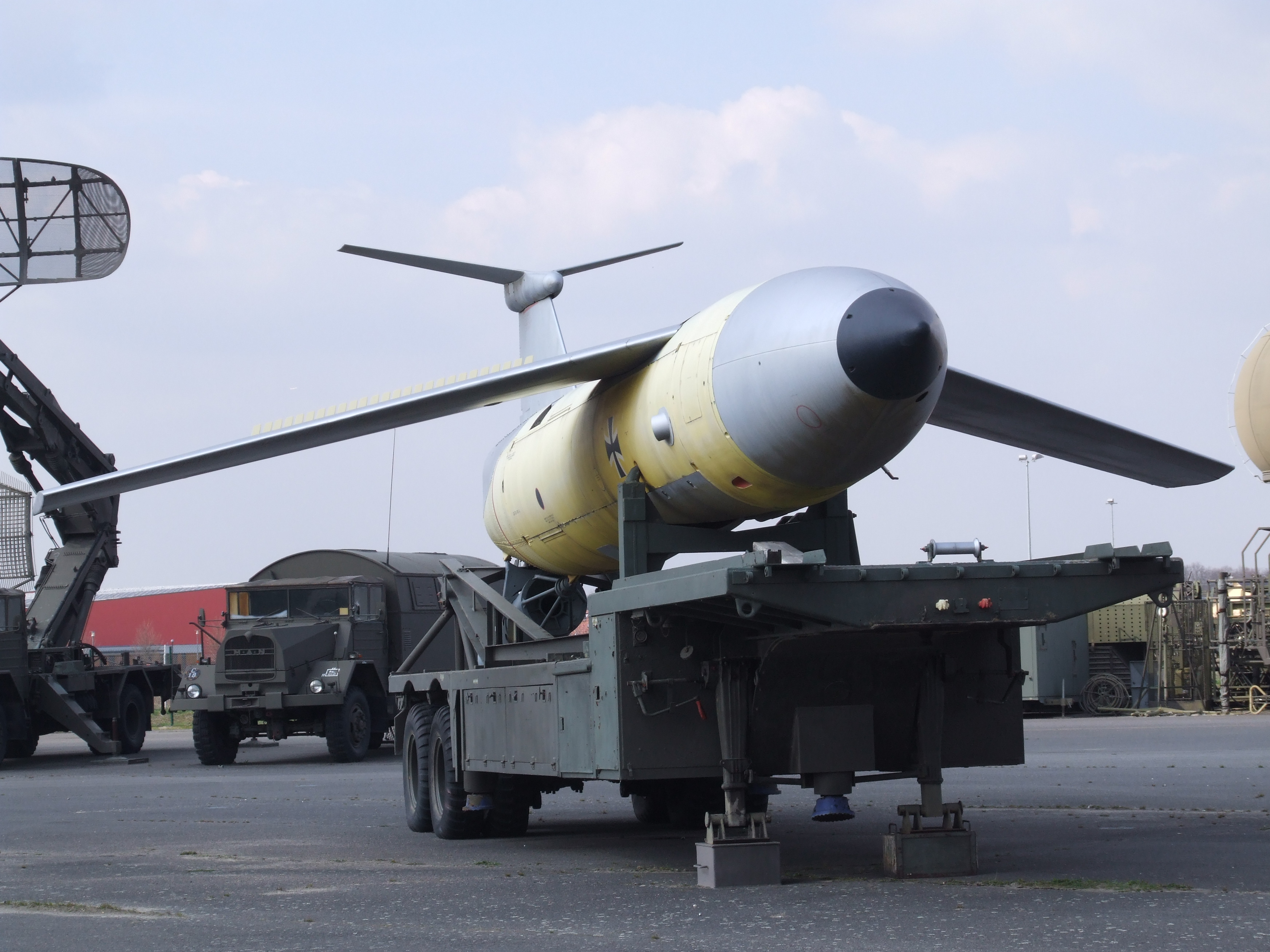
En TM-61 Matador i Luftwaffes färger på Bundeswehrs flygvapenmuseum i Berlin.

  - 701st Tactical Missile Wing (Västtyskland)
    - 1st Tactical Missile Squadron (Bitburg)
    - 69th Tactical Missile Squadron (Hahn)
    - 11th Tactical Missile Squadron (Hahn)

  - 58th Special Operations Wing
    - 310th Tactical Missile Squadron (Osan, Sydkorea)
    - 868th Tactical Missile Squadron (Tainan, Taiwan)
- Luftwaffe
  - Flugkörpergeschwader 1
    - Flugkörpergruppen 11 (Kaufbeuren)